# Даневірке
54°28′39″ пн. ш. 9°29′12″ сх. д. / 54.4775° пн. ш. 9.4866666666667° сх. д.

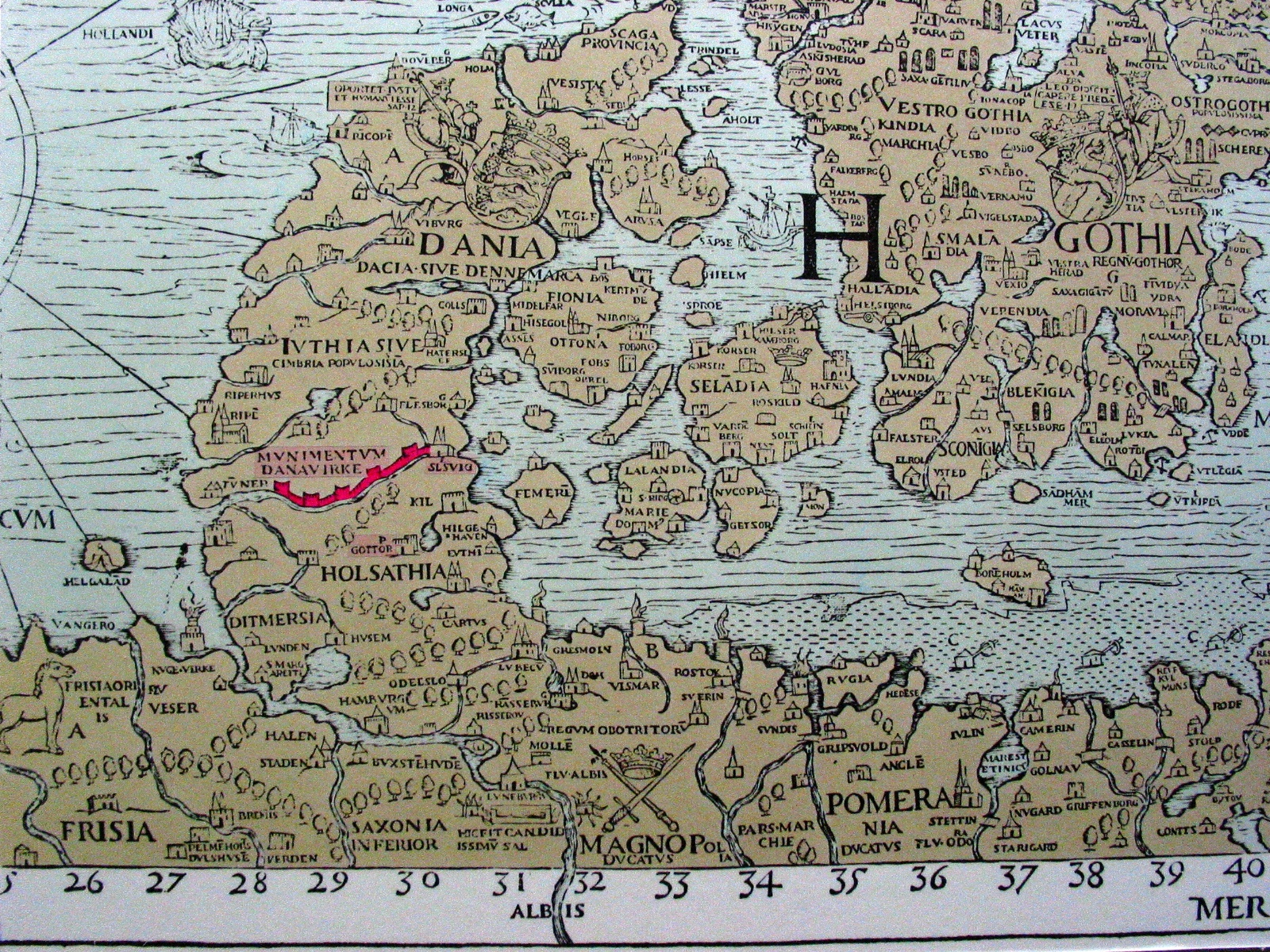
Даневірке. Відзначено червоним на карті XVI століття Carta Marina

Даневірке (дан. Dannevirke, Давньоскандинавська Danavirki, нім. Danewerk) — система данських укріплень на землі Шлезвіг-Гольштейн. Є важливою оборонною спорудою, побудованою через Ютландський півострів в епоху вікінгів. Останній раз використовувався у військових цілях у 1864.
Згідно з письмовими джерелами, робота над Даневірке розпочата данським королем Гудфредом у 808. Побоюючись вторгнення франків, які на той час вже завоювали народи Фризії та Старої Саксонії, Гудфред почав роботу над величезною спорудою для захисту своєї землі, відокремлюючи Ютландський півострів від північних кордонів Імперії франків.
Довжина споруди близько 30 км, висота коливається від 3,6 до 6 метрів.

## Археологічні дослідження

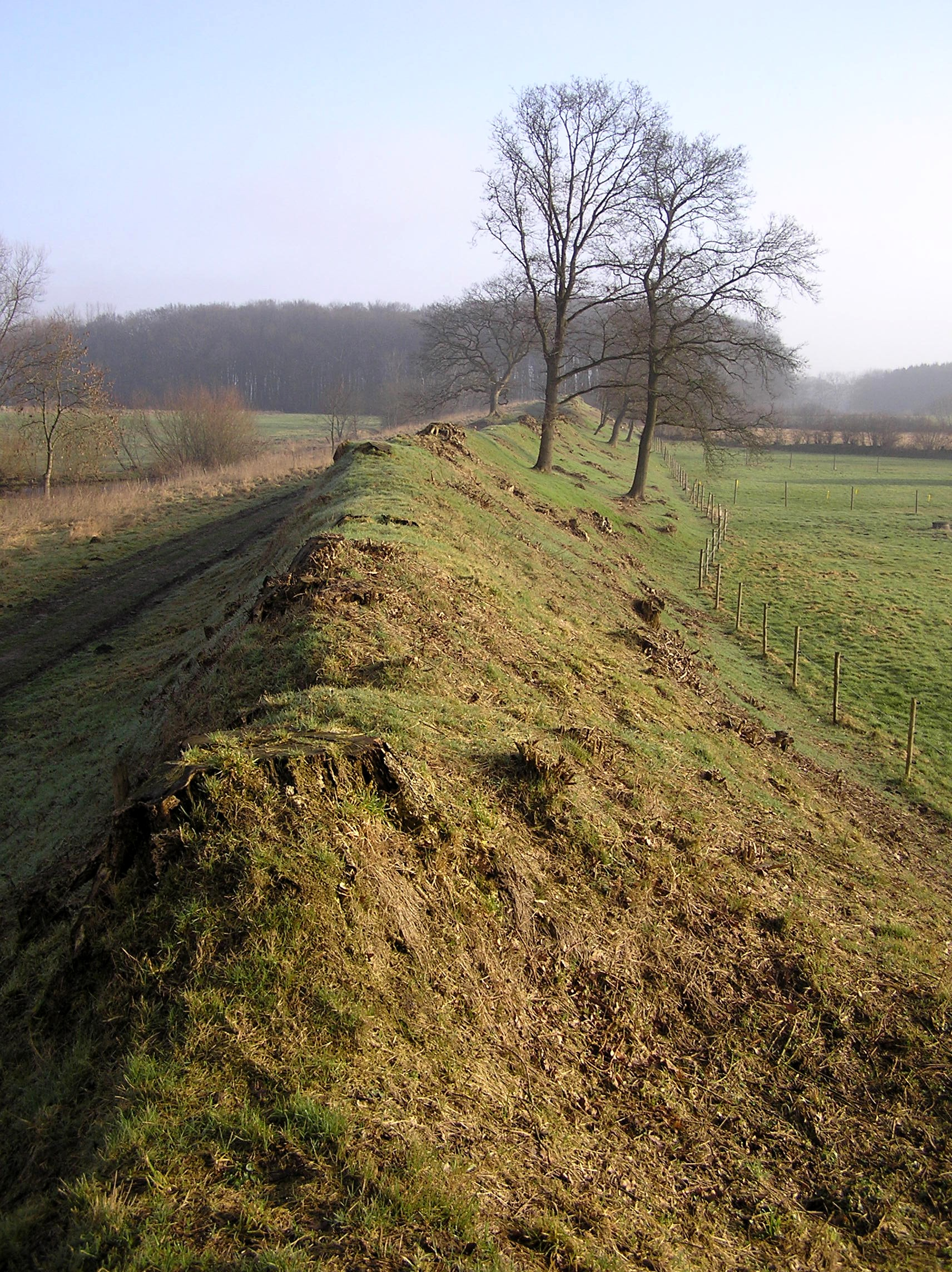
Даневірке сьогодні

Археологічні розкопки у 1969—1975, проведені за допомогою дендрохронології, показали, що основна структура Даневірке побудована в три етапи в період у 737-968. Це доводить, що споруда була побудована в той же період, що і Вал Оффи, ще більша оборонна структура кінця 8 століття.
Останні дослідження свідчать про те, що Даневірке побудований не тільки й не стільки для військових цілей. Археолог Гельмут Андерсен виявив, що на початковому етапі «мур» складався з канави між двома низовинними берегами. Можливо, головний мур на ранній стадії був каналом для перевезення вантажів між Балтійським і Північним морями. Вантажі між ними дійсно перевозилися, проте довгий час вважалося, що між Шлеєм і Трені всі судна перевозилися волоком.

## Друга війна за Шлезвіг
Останній раз Даневірке використовувався у військових цілях під час другої війни за Шлезвіг в 1864 році. Саме через символізм споруди громадськість Данії чекала майбутній бій саме тут. Хоча битва і не відбулася саме там, кілька ранніх сутичок відбулося на південь від споруди. До березня 1864 данська армія (38 тисяч осіб, 277 гармат) під командуванням генерал-лейтенанта К. де Меца відступила через Фленсбург на укріплені позиції в районі міста Дюббель.
Інша частина данської армії відійшла на північ Ютландії, де засіла в фортеці Фредерісія. У березні прусько-австрійські війська взяли в облогу фортецю, а 18 квітня розгромили данців у Дюббеля. 29 квітня данські війська змушені були залишити Фредерісію та евакуюватися на острови Альс і Фюн. Новини про відступ стали великим шоком для данського громадської думки, для данців Даневірке вважалася неприступною, генерал де Меца був негайно відсторонений від командування.

## Політичний символізм
У дев'ятнадцятому столітті під час тривалої політичної та військової боротьби між данцями та німцями за володіння Шлезвігом, Даневірке служив потужним символом данського націоналізму. Зокрема, він був символом данських історичних претензій на всю цю територію, хоча протягом століть з моменту його будівництва мовна межа поступово пересувалась на північ, так що в дев'ятнадцятому столітті території та на північ від Фленсбурга, і на південь від Даневірке були переважно німецькомовними.